# Dreifaltigkeitssäule (Straubing)

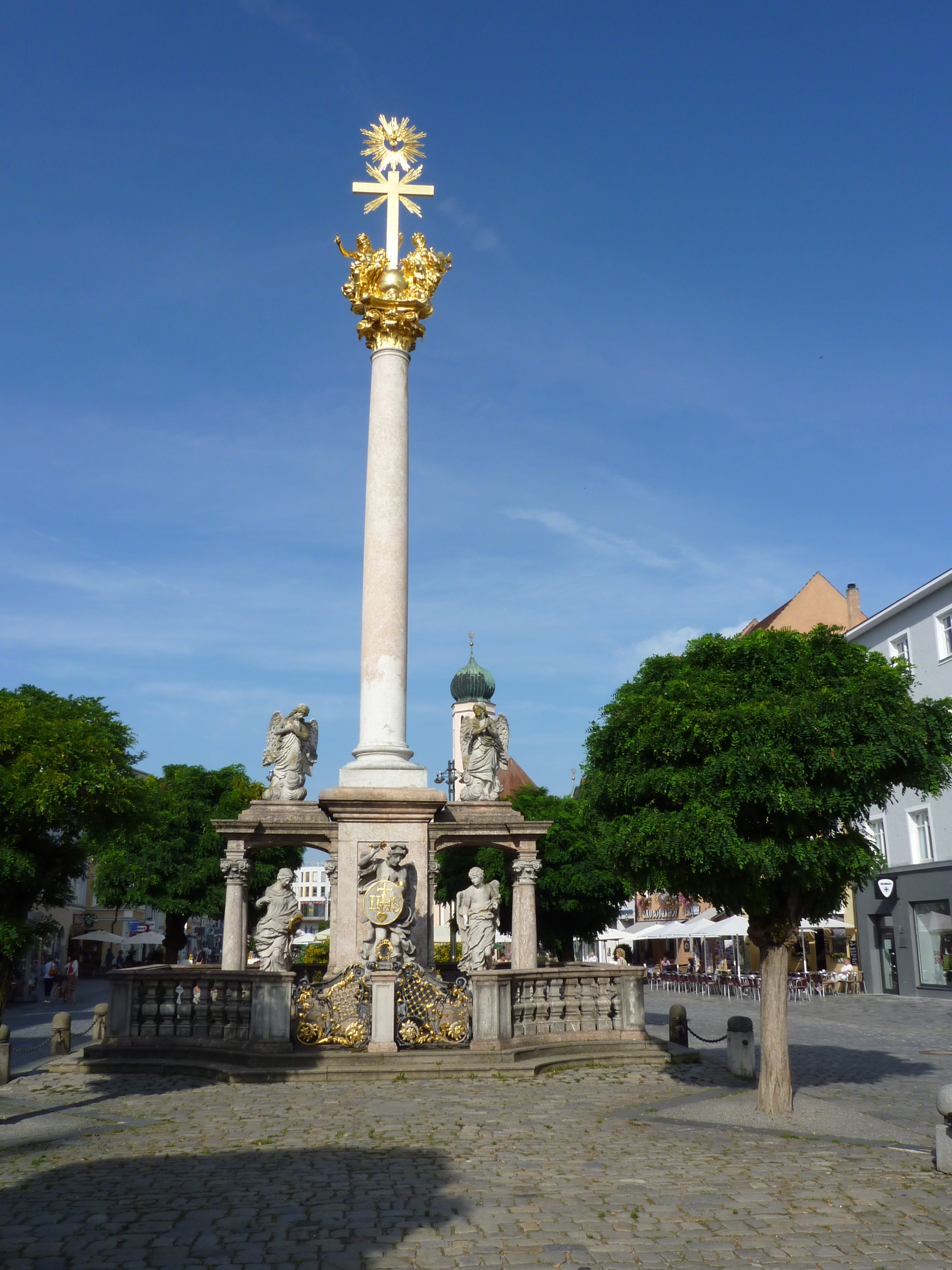
Straubinger Dreifaltigkeitssäule

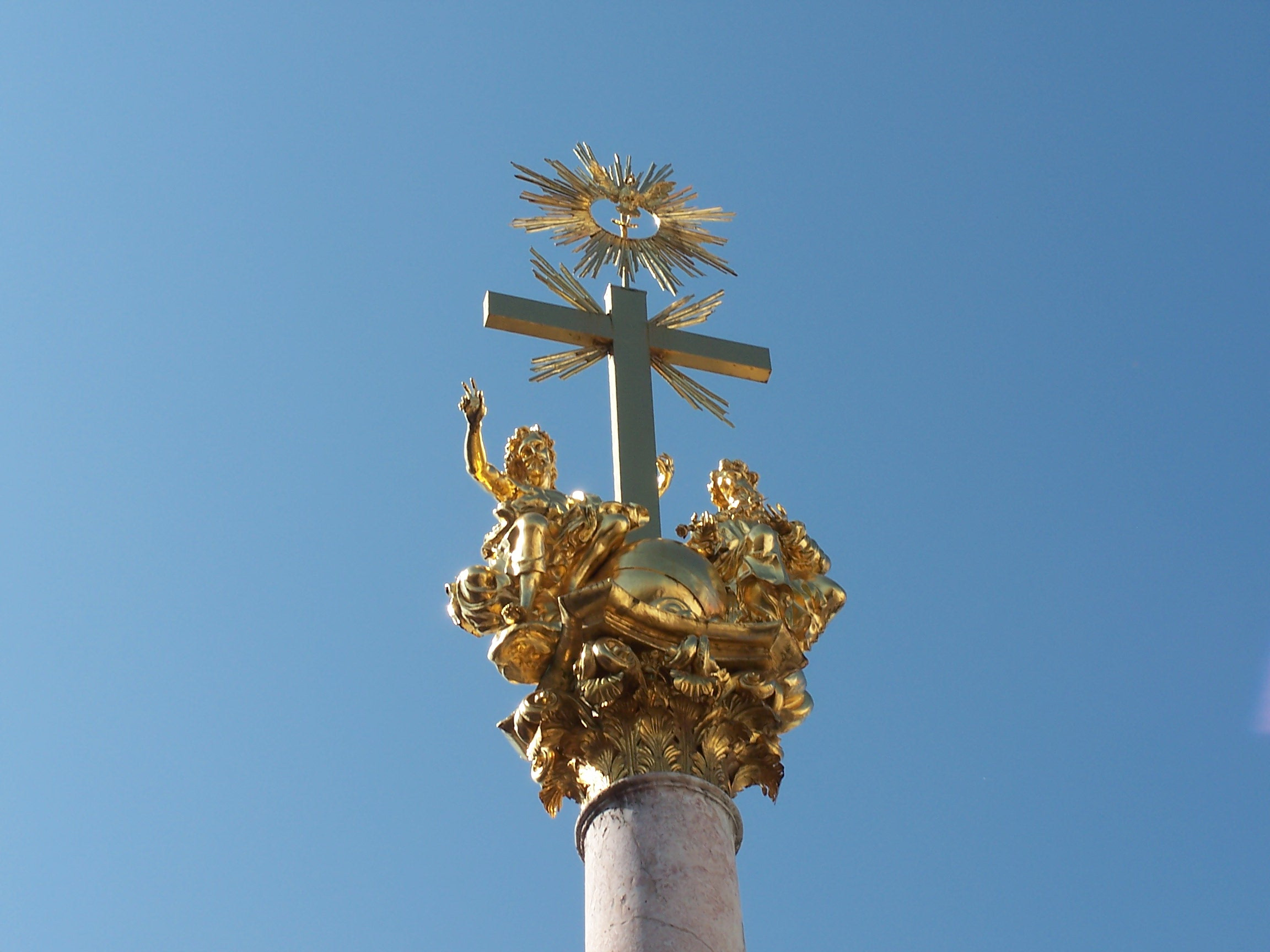
Detailansicht des Kreuzes

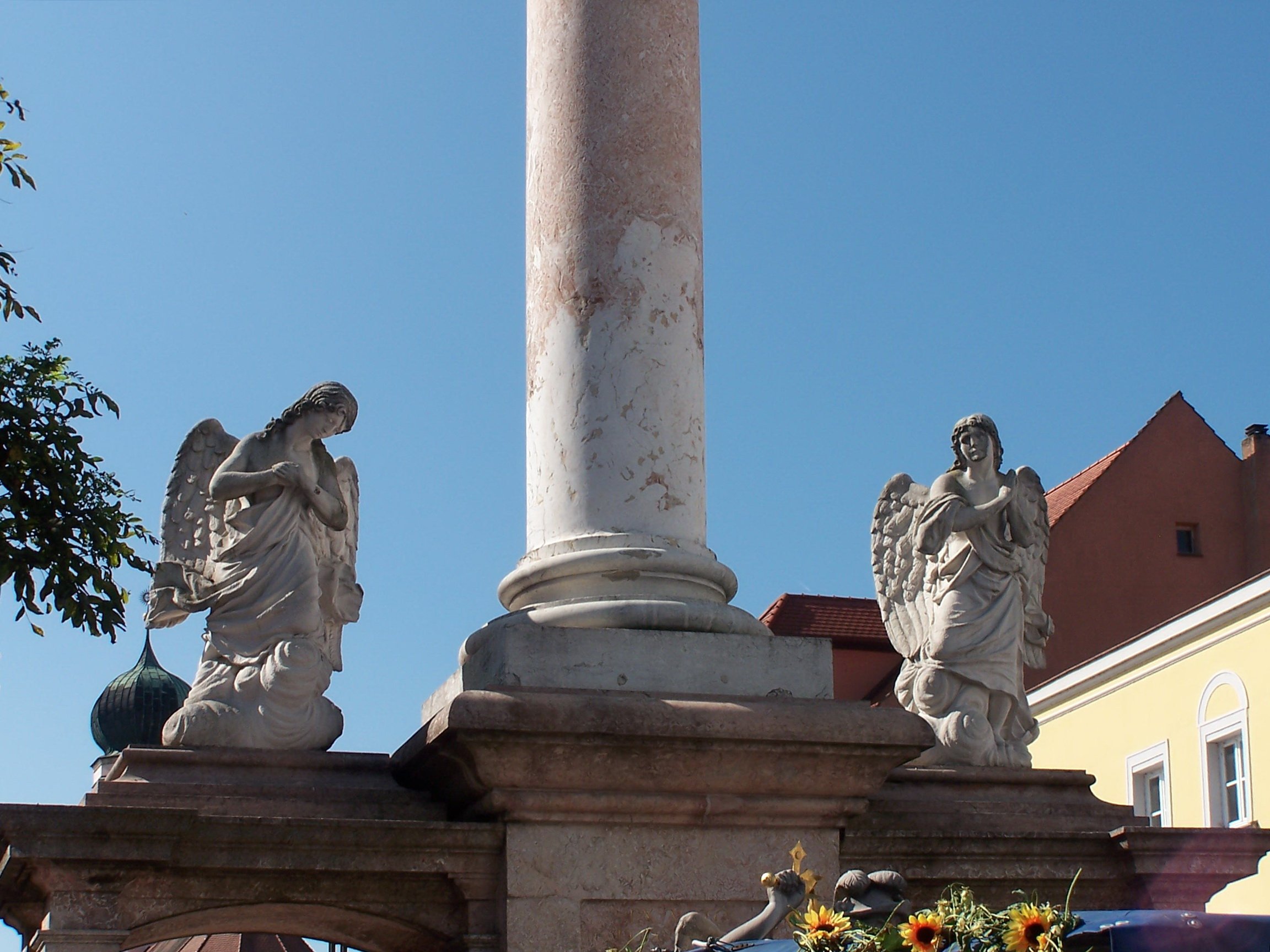
Postament mit Kolonnadenrahmung und Engelskulpturen aus Marmor

Die Dreifaltigkeitssäule auf dem Theresienplatz in Straubing ist eine etwa 15 Meter hohe Votivsäule, die im Jahr 1704 gelobt und 1709 errichtet wurde. Sie gehört zu einer besonders im Donauraum verbreiteten Gattung von Denkmälern. Sie ist ein Wahrzeichen des Straubinger Stadtplatzes und gilt als ein barockes Symbol christlicher Frömmigkeit, die von bürgerlichem Stolz und Opferwillen begleitet wurde.

## Geschichte
Während des Spanischen Erbfolgekrieges belagerten österreichische Husaren unter General d’Herbeville die Stadt Straubing. Zum Schutz vor den feindlichen Truppen wurde die äußere Donaubrücke abgerissen und die innere Donaubrücke sowie die Bschlacht (Donaudamm) verschanzt. Da sich die belagerten Straubinger weigerten, die Kontribution in Höhe von 80.000 Gulden zu bezahlen, wurde die Stadt vom 12. bis 15. Oktober 1704 mit Brandbomben beschossen. Hierbei starb eine Frau. Nachdem am 28. Oktober 1704 die Stadt auf obersten Befehl hin kapitulieren und den Österreichern Einlass gewähren musste, zogen die feindlichen Truppen in die Stadt ein.
Bereits am 3. August 1704 hatten Regierung, Stiftskapitel, Magistrat und die Straubinger Bürgerschaft gelobt, ein der heiligen Dreifaltigkeit geweihtes Denkmal zu errichten, sofern die Belagerung der Stadt glimpflich verlaufen sollte. Obwohl die österreichischen Besatzer zehn Jahre in Straubing blieben, kamen die Straubinger Bürger verhältnismäßig unbehelligt davon.
Noch während der Besatzungszeit lösten die Straubinger das Gelübde ein. Nachdem die Säule am 17. Oktober 1709 aufgestellt worden war, wurde sie am 20. Oktober eingeweiht. Aus diesem Anlass zelebrierte der Abt von Windberg ein Hochamt in der Stiftskirche St. Jakob. Die anschließende Sakramentsprozession durch die Stadt wurde mit einem Te Deum abgeschlossen.

## Beschreibung und Ausführung der Säule
Nach dem Gelübde des Jahres 1704 wurde der Bogener Bildhauer Johann Gottfried Frisch beauftragt, ein Modell des Bauwerks anzufertigen. Die Ausführung erfolgte durch Adam Hämerl. Die aus Hallein stammenden Marmorteile wurden per Schiff nach Straubing gebracht.
Die korinthische Säule steht auf einem quadratischen Sockel. Auf der Säule thront die Gruppe der heiligen Dreifaltigkeit, wobei Gottvater und Gottes Sohn an den Seiten der Weltkugel stehen, während der Heilige Geist, der durch das Symbol der Taube dargestellt wird, in einem Strahlenkranz über dem Kreuz schwebt, das auf der Weltkugel postiert ist. Die Dreifaltigkeitsgruppe wurde aus Holz gefertigt, mit Kupfer beschlagen und anschließend vergoldet. Die Goldblätter lieferte der Regensburger Goldschläger Johann Schirmer, die Fassung besorgte Wolfgang Leuthner, ein Verwandter des Baumeisters Abraham Leuthner.
Die auf dem quadratischen Sockel nördlich und südlich stehenden offenen Seitenflügel werden ebenfalls von korinthischen Säulen getragen. Die in der Durchsicht stehenden Alabasterstandbilder der heiligen Jungfrau Maria und des Verkündigungsengels Gabriel schuf der Salzburger Hofbildhauer Bernhard Michael Mandl. Auf der Plattform knien zwei anbetende Engel; östlich vor dem Postament steht die Statue des Erzengels Michael mit seinem Flammenschwert.
Das gesamte Denkmal umgibt eine Balustrade. Am Fuß des Kreuzes wurden unter einer Bleiplatte Reliquien, Münzen und verschiedene Dokumente eingemauert. Vor dem Denkmal findet jeweils am Abend des Dreifaltigkeitssonntags eine Andacht statt.
Die Gesamtkosten der Dreifaltigkeitssäule beliefen sich auf 7184 Gulden, 41 Kreuzer und 2 Heller. Sie wurde überwiegend durch Spenden der Straubinger Bürger finanziert.
Die Säule wurde in den Jahren 1819, 1849, 1874 und 1911 restauriert. 1945 beschädigten amerikanische Soldaten die Balustrade, als sie mit einem Panzer dagegen prallten. Restaurierung 1955 durch den Bildhauer Otto Zirnbauer. Zu einer weiteren Beschädigung kam es am 5. Oktober 1984, als zwischen dem Stadtturm und der Dreifaltigkeitssäule Dultstände aufgebaut waren. Als ein durchfahrender Betonlastzug ein Elektrokabel erfasste, das um den Kopf eines Engels geschlungen worden war, fiel dieser zu Boden und zerbrach. Der Engel wurde vom Regensburger Dombaumeister Richard Triebe restauriert. Da bei dem Unfall auch Teile der Balustrade beschädigt worden waren, wurde nachfolgend die gesamte Dreifaltigkeitssäule saniert.
Obwohl die Säule auf städtischem Grund steht, gehört sie zur Pfarrei St. Jakob. Der rote Adneter Marmor (eigentlich aus geologischer Sicht kein Marmor, sondern Kalkstein), aus dem das Bauwerk hauptsächlich geschaffen wurde, ist im Laufe der Jahre durch Verwitterung ausgeblichen. Einen Eindruck der früheren Leuchtkraft geben die in der Basilika St. Jakob befindlichen roten Marmorarbeiten.